# ヒューストン・ロケッツのチーム記録
ヒューストン・ロケッツチーム記録はNBAのヒューストン・ロケッツのチーム記録である。
現役選手の記録も取り上げる。各部門のランク中（現役）は現在このチームに在籍していることを表す。

## 通算得点
1. 26,511　アキーム・オラジュワン
2. 18,365　ジェームズ・ハーデン（現役）
3. 17,949　カルヴィン・マーフィー
4. 13,383　ルディ・トムヤノビッチ
5. 11,762　エルヴィン・ヘイズ
6. 11,119　モーゼス・マローン
7. 9,247　姚明
8. 8,823　ロバート・リード
9. 8,480　マイク・ニューリン
10. 8,177　オーティス・ソープ

## 通算リバウンド
1. 13,382　アキーム・オラジュワン
2. 6,974　エルヴィン・ヘイズ
3. 6,959　モーゼス・マローン
4. 6,198　ルディ・トムヤノビッチ
5. 5,010　オーティス・ソープ
6. 4,494　姚明
7. 3,736　ジェームズ・ハーデン（現役）
8. 3,706　ロバート・リード
9. 3,243　クリント・カペラ（現役）
10. 3,189　ラルフ・サンプソン

## 通算アシスト
1. 4,796　ジェームズ・ハーデン（現役）
2. 4,402　カルヴィン・マーフィー
3. 3,339　アレン・リーヴェル
4. 2,992　アキーム・オラジュワン
5. 2,581　マイク・ニューリン
6. 2,457　ケニー・スミス
7. 2.411　スティーブ・フランシス
8. 2,363　スリーピー・フロイド
9. 2,358　ジョン・ルーカス
10. 2,253　ロバート・リード

## 通算ブロック(73-74シーズンから)
1. 3,740　アキーム・オラジュワン
2. 920　姚明
3. 758　モーゼス・マローン
4. 585　ラルフ・サンプソン
5. 491　クリント・カペラ（現役）
6. 431　ケルビン・ケイト
7. 413　ケビン・カナート
8. 390　ジェームズ・ハーデン（現役）
9. 364　ロバート・リード
10. 351　シェーン・バティエ

## 通算スティール(73-74シーズンから)
1. 2,088　アキーム・オラジュワン
2. 1,165　カルヴィン・マーフィー
3. 1,087　ジェームズ・ハーデン（現役）
4. 929　アレン・リーヴェル
5. 881　ロバート・リード
6. 683　トレバー・アリーザ
7. 619　スティーブ・フランシス
8. 559　バーノン・マクスウェル
9. 526　カッティノ・モーブリー
10. 470　スリーピー・フロイド

## 出場試合
1. 1,177　アキーム・オラジュワン
2. 1,002　カルヴィン・マーフィー
3. 768　ルディ・トムヤノビッチ
4. 762　ロバート・リード
5. 700　アレン・リーヴェル
6. 621　ジェームズ・ハーデン（現役）
7. 604　マイク・ニューリン
8. 572　エルヴィン・ヘイズ
9. 538　マット・ブラード
10. 518　オーティス・ソープ

## 3ポイントシュート（NBAでは79-80より公式記録）成功
1. 2,029　ジェームズ・ハーデン（現役）
2. 1,054　エリック・ゴードン（現役）
3. 876　トレバー・アリーザ
4. 779　ジェイレン・グリーン（現役）
5. 730　バーノン・マクスウェル
6. 672　カッティノ・モーブリー
7. 576　シェーン・バティエ
8. 557　マット・バラード
9. 521　ケニー・スミス
10. 517　レイファー・アルストン

## フリースロー成功
1. 5,554　ジェームズ・ハーデン（現役）
2. 5,376　アキーム・オラジュワン
3. 3,445　カルヴィン・マーフィー
4. 3,024　モーゼス・マローン
5. 2,485　姚明
6. 2,310　エルヴィン・ヘイズ
7. 2,098　マイク・ニューリン
8. 2,089　ルディ・トムヤノビッチ
9. 1,797　スティーブ・フランシス
10. 1,744　オーティス・ソープ

### フリースロー連続成功
- 78 カルヴィン・マーフィー

## 50得点以上
- 61得点 ジェームズ・ハーデン
- 60得点 ジェームズ・ハーデン
- 58得点 ジェームズ・ハーデン
- 57得点 カルヴィン・マーフィー
- 57得点 ジェームズ・ハーデン
- 56得点 ジェームズ・ハーデン
- 54得点 エルヴィン・ヘイズ（新人）
- 53得点 モーゼス・マローン
- 53得点 ジェームズ・ハーデン
- 52得点 アキーム・オラジュワン
- 51得点 モーゼス・マローン
- 51得点 バーノン・マクスウェル
- 51得点 アキーム・オラジュワン
- 51得点 ジェームズ・ハーデン
- 50得点 エルヴィン・ヘイズ
- 50得点 ジェームズ・ハーデン
- 50得点 エリック・ゴードン
- 50得点 ケビン・ポーター・ジュニア

## その他
- シーズン平均得点=36.1 ジェームズ・ハーデン
- 新人最多得点=28.4 エルヴィン・ヘイズ（1試合平均得点）
- 1試合オフェンスリバウンド=21 モーゼス・マローン

- 1983年、1984年のNBAドラフトで2年連続、全体1位指名権を獲得した。1992年、1993年のオーランド・マジックと同様、極めて珍しいものである。ラルフ・サンプソン、アキーム・オラジュワンが加入して、ツインタワーを形成した。マジックの例では、全体1位指名されたクリス・ウェバーは、直ちにアンファニー・ハーダウェイとトレードされている。

トリプル・ダブル
- 46回　ジェームズ・ハーデン
- 14回　アキーム・オラジュワン
- 8回　ラッセル・ウェストブルック

## 主なアメリカ国籍以外の選手
- ボスジャン・ナックバー（スロベニア）
- 姚明（中国）
- カール・ヘレーラ（トリニダード・トバゴ）
- アキーム・オラジュワン（ナイジェリア） - 当初ナイジェリア国籍だったこともあり、「ドリームチーム」には選ばれなかったが、その後アメリカ国籍を取得して、1996年のアトランタオリンピックアメリカ合衆国代表に選ばれて優勝した。
- ディケンベ・ムトンボ（コンゴ民主共和国）
- ゴラン・ドラギッチ（スロベニア）
- ドナタス・モティエユーナス（リトアニア）
- クリント・カペラ （スイス）
- ネネイ（ブラジル）
- アルペラン・シェングン（トルコ）
- ボバン・マリヤノヴィッチ（セルビア）
- ジョック・ランデール（オーストラリア）
- ディロン・ブルックス（カナダ）
- スティーブン・アダムズ（ニュージーランド）
- ジョシュ・オコーギー（ナイジェリア）